# Nadeem Aslam
Nadeem Aslam (Gujranwala, 11 de julio de 1966) es un reconocido novelista británico pakistaní. El autor irlandés, Colm Tóibín, lo ha descrito como "uno de los novelistas británicos más excitantes y serios" actuales.

## Biografía
Nadeem Aslam vive en Inglaterra desde los 14 años, cuando su familia se vio forzada a dejar Pakistán a causa de la militancia comunista de su padre. Empezó los estudios de bioquímica en la Universidad de Mánchester, pero pronto los abandonó para dedicarse plenamente a la escritura. Su primera novela, Season of the Rainbirds (1993), ambientada en el Pakistán rural, ganó el Premio Betty Trask y el primer Premio de Novela del Club de Autores Noveles. El reconocimiento le llegó con su siguiente novela, 'Maps for Lost Lovers (Mapas para amantes perdidos, Alfaguara, 2005), que trata de una comunidad pakistaní establecida en Yorkshire, en el norte de Inglaterra. Con esta obra, que tardó diez años en escribir, ganó el Premio Encore, el Premio Kiriyama. A continuación, publicó The Wasted Vigil (La casa de los sentidos, Alfaguara, 2009), finalista del Warwick Prize for Writing y ambientada en Afganistán, un escenario que recuperó después con The Blind Man's Garden (El jardín del hombre ciego, Mondadori, 2013).